# Helen Dean King
Helen Dean King (Owego, Nueva York; 27 de septiembre de 1869-Filadelfia; 7 de marzo de 1955) fue una bióloga estadounidense.

## Educación
Se graduó en Vassar College en 1892 y en 1899 recibió su doctorado en filosofía en Bryn Mawr College, donde fue becaria y asistente de estudiantes en biología de 1897 a 1904. Enseñó fisiología en Miss Baldwin's School en Bryn Mawr, Pensilvania, de 1899 a 1907. Fue investigadora en la Universidad de Pensilvania entre 1906-1908, y se desempeñó como asistente en anatomía entre 1908-1909 y como asociada en el Instituto Wistar en 1909. También fue asistente en Woods Hole, Massachusetts. 

## Investigaciones
Sus investigaciones se ocuparon en gran medida de problemas de determinación de sexo. Se desempeñó como vicepresidenta de la Sociedad Estadounidense de Zoólogos en 1937, y fue editora asociada de la revista de Journal of Morphology and Physiology de 1924 a 1927 y editora del servicio de bibliografía del instituto Wistar de 1922 a 1935. King participó en la cría de la rata de laboratorio, una cepa de ratas albinas genéticamente homogéneas para su uso en investigación biológica y médica.